# Картомантија
Картомантија је начин прорицања судбине или гатања помоћу шпила карата. Облици картомантије су се појавили убрзо након што су карте за играње први пут уведене у Европи у 14. веку. Практичари картомантије су опште познати као картоманти, читачи карата или једноставно читачи.

## Начини
Најпопуларнији начин картомантије која користи стандардни шпил за игру се назива Точак судбине. Овде читач насумично уклања карте и додељује им значај на основу редоследа којим су изабране. Иако се тумачење различитих карата разликује у зависности од региона, уобичајени „показатељи будућности” су следећи:
| Карта              | Значај |
| ------------------ | --- |
| Краљ срца          | Одрастао мушкарац пешчане, тамноплаве или светлосмеђе косе, смеђих, плавих или лешника очију. Обично члан породице или друга вољена особа. Очински и породично оријентисан.                       |
| Краљ дијаманата    | Одрастао мушкарац црвене или светлоплаве косе са плавим, зеленим или сивим очима. Обично богат човек на власти.                                                                                   |
| Краљ клубова       | Одрастао мушкарац средње или тамно смеђе косе, смеђих, плавих или лешника очију. Обично ожењени бизнисмен (иако посао може имати сексуално, а не комерцијално тумачење. )                         |
| Краљ пикова        | Одрастао мушкарац са тамно смеђом до црном косом и тамносмеђим очима. Обично удовац или разведен мушкарац, или мушкарац из стране земље. Амбициозан и моћан, може бити арогантан и варљив.        |
| Краљица срца       | Одрасла жена пешчане, тамноплаве или светлосмеђе косе, смеђих, плавих или лешника очију. Обично члан породице или друга вољена особа. Орјентисан на мајку и породицу.                             |
| Краљица дијаманата | Одрасла жена са црвеном или светлоплавом косом са плавим, зеленим или сивим очима. Обично богата жена на власти.                                                                                  |
| Краљица клубова    | Одрасла жена средње или тамно смеђе косе, смеђих, плавих или лешника очију. Обично пословна жена или друштвени лептир.                                                                            |
| Краљица пикова     | Одрасла жена са тамно смеђом до црном косом и тамносмеђим очима. Обично удовица или разведена жена, или жена из стране земље. Амбициозан и интелигентан, може бити хладан, прорачунат или злобан. |